# 馬乳酒

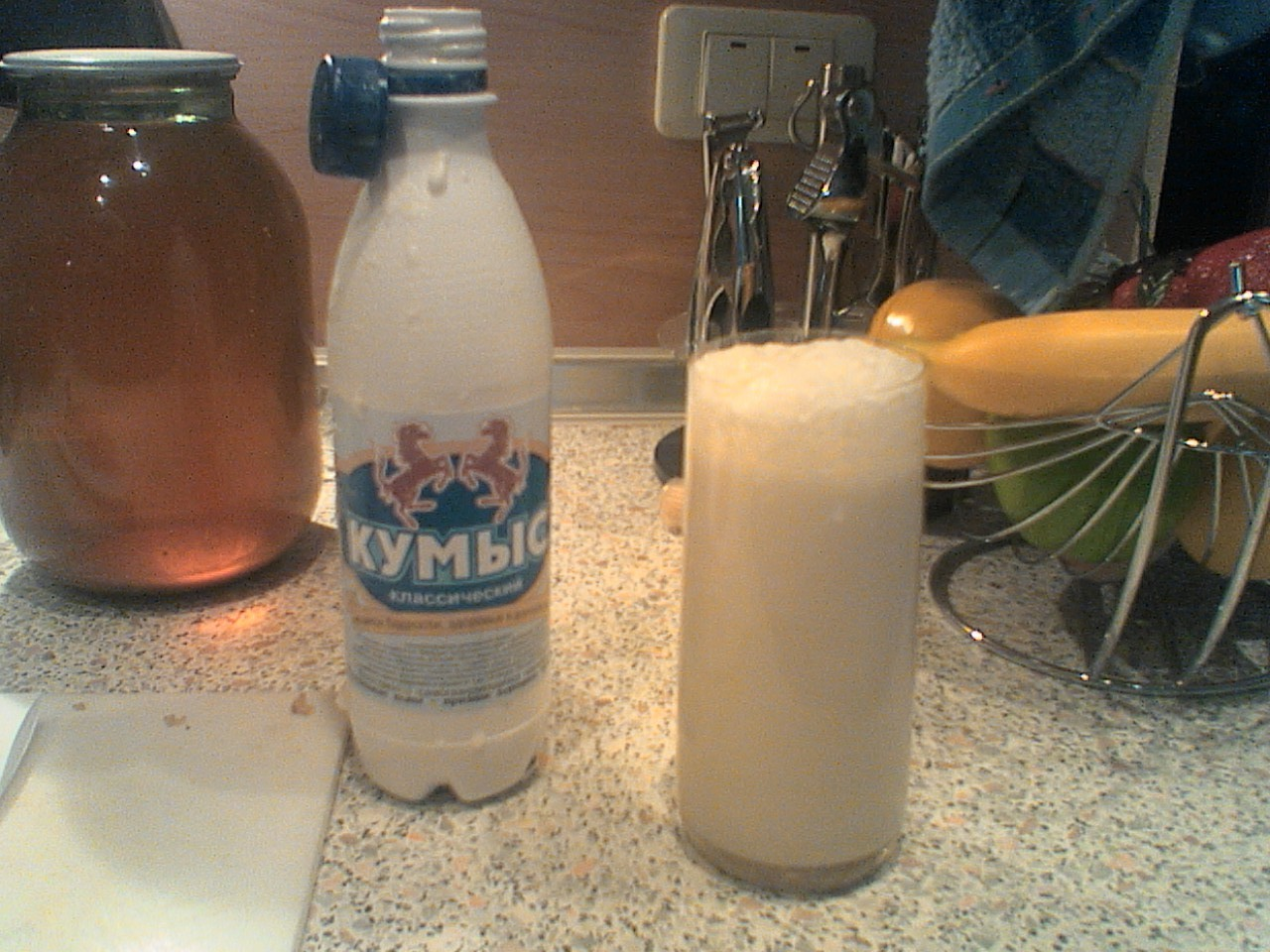
ボトル詰めされたクムス

馬乳酒（ばにゅうしゅ）とは、馬乳を原料とした乳酒の1種で醸造酒かつ乳製品でもある。主にモンゴルなどウマ飼育が盛んな地域で夏に作られ、同地域で飲まれている。エタノール濃度は1%から1.5%で、これは馬乳に含まれる乳糖の酵母による発酵と、エタノール産生型乳酸菌に由来する。なお、このエタノールを生成する発酵と同時に乳酸菌による乳糖の乳酸発酵も進行するため強い酸味（pH 4から5程度）を持ち、発酵時の二酸化炭素ガスを含むため微発泡性を有する。

## 呼称
馬乳酒は、モンゴル語ではアイラグ（айраг、ᠠᠶᠢᠷᠠᠭ）またはツェゲー（цэгээ、ᠴᠡᠭᠡ）、カザフスタンなどのテュルク系の言語圏ではクムス（кумыс）と呼ぶ。ラクダの乳から作られる同様のものにモンゴル語ではインゲニーアイラグ（ингэний айраг）というものもあり、これと区別する為に馬乳で作ったものを特にグーニーアイラグ（гүүний айраг）と呼ぶこともある。ただしこれらの呼び分けは地域によって微妙に異なり、絶対的なものではない。

## 概要

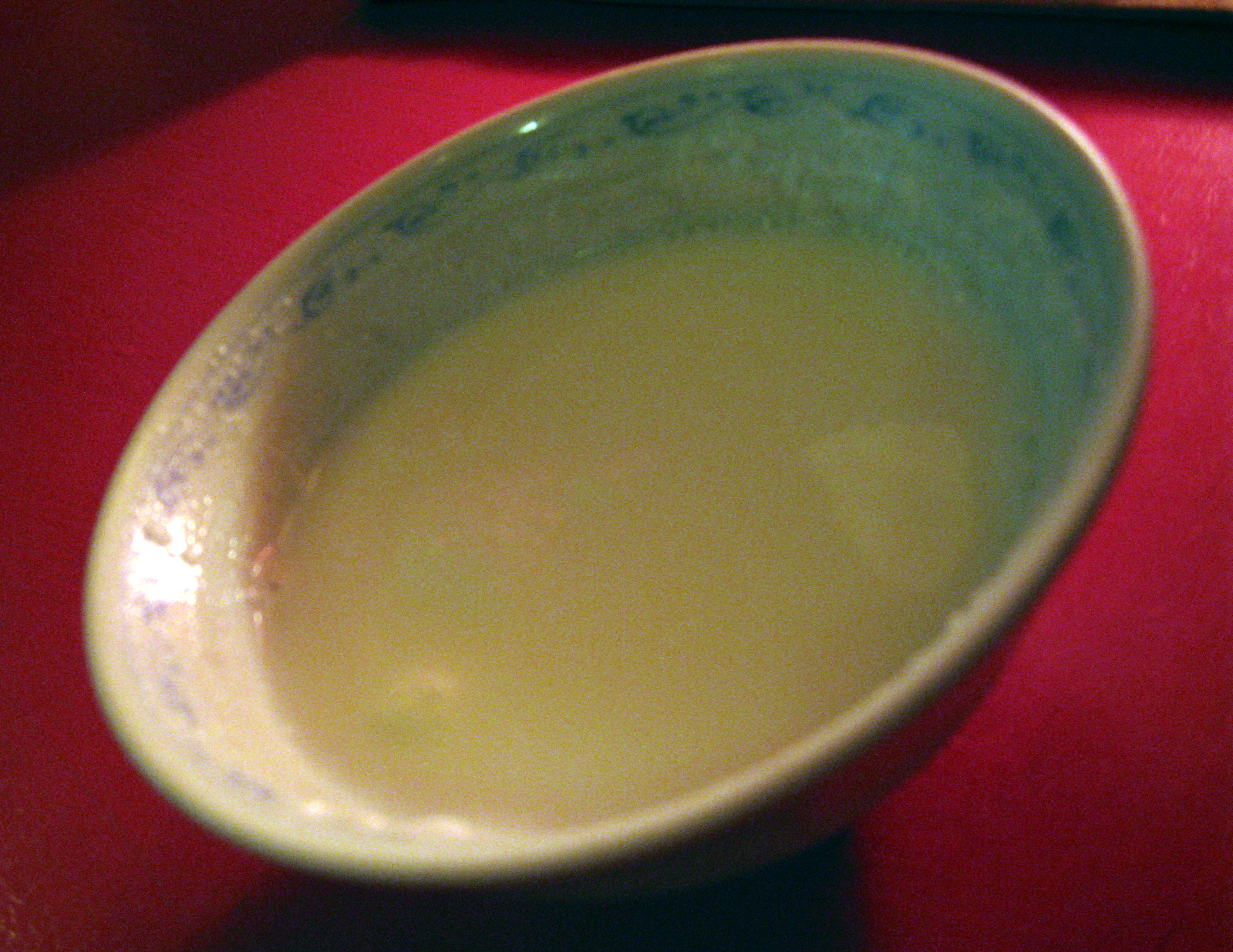
モンゴルのアイラグ - 表面に見える泡は発酵によるもの

馬乳酒の起源は定かでないが、中央アジアで人が家畜化した馬と暮らし始めた頃には自然発生的に作られていたものと考えられており、マルコ・ポーロの記録やチンギス・ハーンの伝説に既に登場している。第一次世界大戦当時にグルカ兵が多く飲用しグルカ兵の結核罹患者が少なかったことから、結核を防ぐ飲み物として広まったとされている。
モンゴルでは人間は「赤い食べ物」と「白い食べ物」で生きているという考えがあり、赤が肉、白が乳製品を指す。肉食中心の遊牧民の生活において、貴重な野菜の代わりにビタミンやミネラルを補うものとして大量に飲まれている。酒とは言うもののアルコール度数は1% - 3%程度であり、水分、エネルギー、ビタミンC補給源として、モンゴルでは赤ん坊から年寄りまで飲用する。エタノールが含まれている以上酒ではあるのだが、モンゴルではヨーグルトに近い乳酸飲料といった扱いがなされており、これだけで食事の代わりにしてしまうほど、夏のモンゴルの主食的存在である。大体1日に0.5～1.5リットル位を摂っているという報告がほとんどだが、中には1人1日平均4リットルを飲んでいるという調査結果もある。馬乳酒を1日3リットル飲むと1,200キロカロリーに相当し、基礎代謝に相当する。モンゴルでは丼のような入れ物にいれて飲む。
馬乳酒の液色は乳白色で、乳酸発酵によって作られるため、かなり酸味の強い（pH3.5程度）飲み物である。また馬乳酒は特有の臭気を持っている。基本的に殺菌処理を行なわないため乳酸発酵が進行し続け、醸造してからも酸味と匂いが増していく。一般的に砂糖や塩などで味付けはせず、そのまま食す。

## 作り方

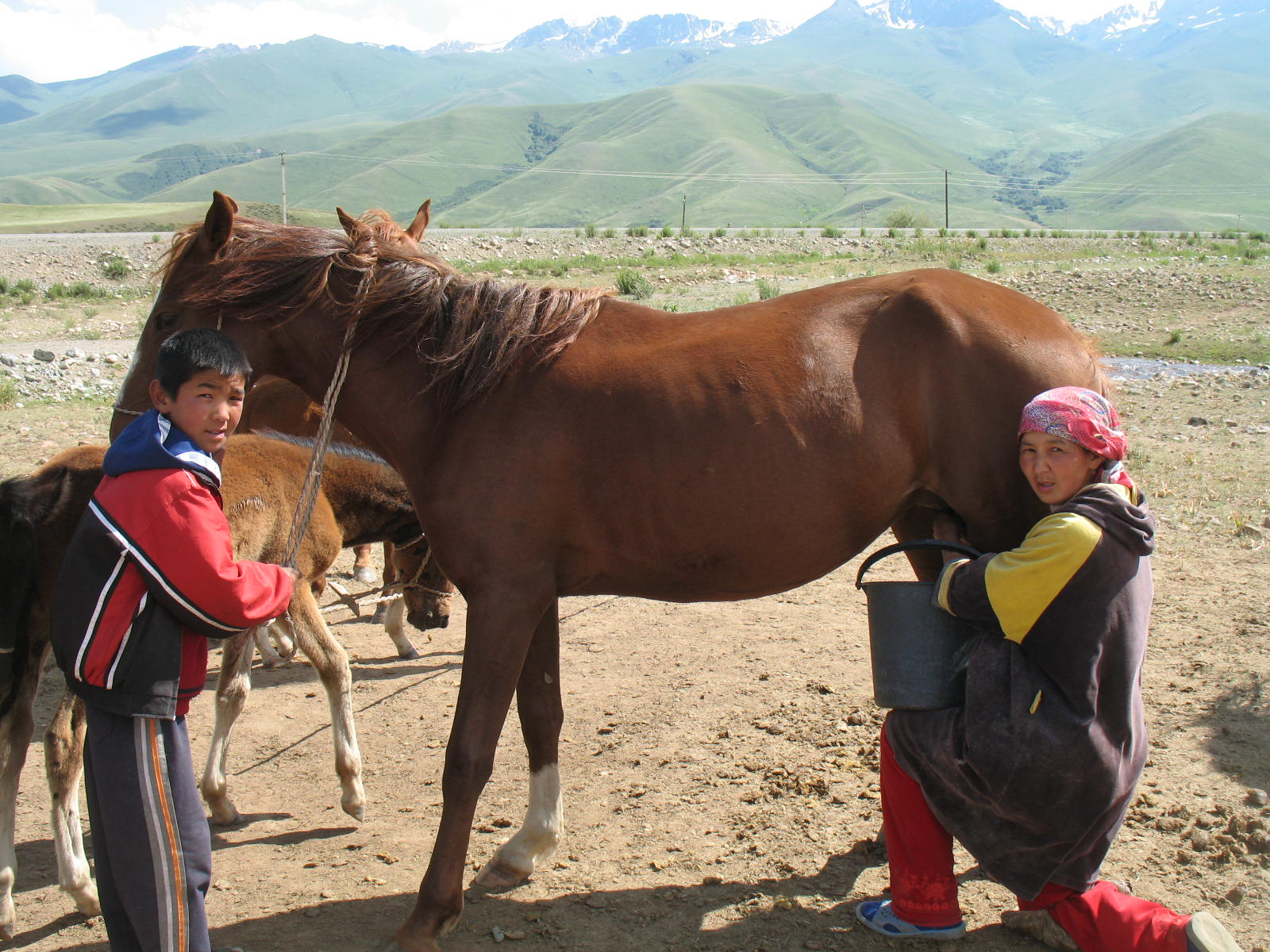
馬乳を搾るキルギスの遊牧民

馬乳酒が作られる期間は、馬が出産を終えた初夏から9月頃までの、搾乳可能な2ヶ月程だけである。その他の季節では馬乳が取れない他、季節によっては気温が発酵させるために必要な温度に達しない。

### 搾乳
馬から一度に搾乳できるのは200ミリリットル程度である。馬の搾乳は容易ではないが、子馬にまず吸わせて親馬を安心させることで乳汁分泌を引き起こさせ、途中から人間が搾乳する。

### 発酵
1日6～7回に分けて採取した馬乳に酒母（スターター）を加え、ひたすら攪拌する。数千回、時には1万回もかきまぜ、一晩置くと出来上がるとも言われるが、「原料乳の量」「スターター添加量」「気温」などで異なる。2日から3日この作業を繰り返すとより美味しいものが出来る。この時の容器は木桶、陶製の瓶、牛の皮や胃で出来たフフルという袋が良いとされるが、昨今ではポリ容器などで作る家庭も多い。フフルを容器にする作り方は袋を力強く押し潰し撹拌させる。ポリ容器ではこの方法が取れないため、激しくシェイクさせる作り方を行う。この調理容器の世代交代は発酵に与る菌種の交代を招く可能性が指摘されている。

### 酒母
一般的な酒母（スターター）は、
1. 同量の既に馬乳酒となった物、
2. 残った馬乳酒を冷暗所で保存した物、
3. 残った馬乳酒を穀物に含ませ乾燥保存した物、
4. ツリガネ科の野草（ハルガイ）を生のまま
5. 自家製の発酵乳
6. 干しぶどう
7. 白ワイン

等が用いられる。

### 関連細菌類
多様な細菌叢で構成される。いくつかの研究で馬乳酒から分離された菌の例。但し、地域や家庭単位で異なった細菌叢の分離・同定がされているとの報告もある。
- 乳酸球菌 : Enterococcus faecium , Leuconostoc mesenteroides subsp. dextranicum , Leuconostoc mesenteroides subsp. mesenteroides Streptococcus thermophilus , Lactococcus lactis subsp. lactis , Pediococcus dextrinicus
- 乳酸桿菌 : Lactobacillus plantarum , Lactobacillus casei , Lactobacillus paracasei subsp. paracasei , Lactobacillus curvatus , Lactobacillus brevis
  - ホモ型乳酸発酵 : Lactobacillus helveticus , Lactobacillus kefiranofaciens , Streptococcus thermophilus , Lactobacillus acidophilus
エタノール産生に関わるのは、Leuconostoc 属[9][10]
- 酵母 : Saccharomyces lactis[4] , Kluyveromyces marxianus var. lactis[5]

## 効能
馬乳酒には結核やウイルス性肺炎といった呼吸器系、また胃炎、胃潰瘍、腸炎といった消化器系、さらには糖尿病や高血圧といった生活習慣病に対して効果があるとされ、モンゴルでは各地に馬乳酒を用いた伝統治療院がある。美容のため、また虫刺されなどに塗布して外用することもある。
北京農業大学の研究では、馬乳酒には12種類の人体必須微量元素、18種類のアミノ酸、数種類のビタミン群が含まれていた。
馬や牛は自らビタミンCを合成でき、乳にビタミンCを含ませる必要がないので、馬乳も牛乳と同様にビタミンCがあまり含まれていない。しかしながら馬乳酒中の乳酸菌がビタミンCを生成するため、野菜や果物を摂れない遊牧民のビタミンC補給源となっている。馬乳酒にはビタミンCが100 mlあたり8～11 mg含まれている。
国立民族学博物館に所属する小長谷有紀の実験では、被験者に1週間馬乳酒を飲ませ続けた結果、血中総コレステロールは平均10%、中性脂肪は平均20%下がったという。馬乳に含まれる蛋白質がアミノ酸に分解され、血圧安定の効果があるという。また、大量の乳酸菌を摂取することになるため、腸内環境の改善、老廃物の排泄といった効果もある。さらには牛乳同様カルシウムが豊富であるため、骨折や骨粗しょう症の改善、妊産婦の栄養補給や乳の出を促進するという。

## その他
- モンゴル出身の大相撲力士、元横綱朝青龍もこの故郷の食品を愛飲し、体にも塗って力士としての健康や活力の源として活用していた。彼の横綱昇進後、部屋では本人の希望で馬乳酒入りちゃんこがしばしば出ることがあったようであり、若い衆はこれを食べるのに苦労したという。
- 乳酒を蒸留した「アルヒ」という蒸留酒もあるが、近年では牛乳や羊乳などの乳糖をアルコール発酵させた乳酒を原料としたものは少なく、穀類を原料とした一般的な蒸留酒と変わらないものが多い。ただし、乳酒を原料として作ったアルヒも生産されてはいる（詳細はアルヒの記事を参照）。
- モンゴルツアーを組む旅行代理店では、「日本人が飲みすぎると下痢をおこす可能性がある」として注意を喚起している。
- 日本の乳製品であるカルピスはアイラグをヒントに開発された[13][14]。

## 関連文献
- 宮澤正顕、モンゴル遊牧民馬乳酒の脂質代謝に与える影響 日本醸造協会誌 Vol.98 (2003) No.5 P322-328
- 石井智美、小長谷有紀、馬乳酒の飲用がモンゴル遊牧民の栄養に及ぼす影響 日本栄養・食糧学会誌 Vol.55 (2002) No.5 P281-285
- 石井智美、モンゴル遊牧民の製造する乳製品と馬乳酒の性質および特性 ミルクサイエンス Vol.64 (2015) No.1 p.53-62
- 沼野恭子、蜜酒は髭をつたわって流れてしまい…… : ロシア文化における蜜酒と馬乳酒 (特集 はじまりの酒) -- (世界各地のはじまりの酒)  Vesta (85), 8-12, 2012, ISSN 0918-0214